# Ceratosolen bakeri
Ceratosolen bakeri är en stekelart som beskrevs av Grandi 1927. Ceratosolen bakeri ingår i släktet Ceratosolen och familjen fikonsteklar. Inga underarter finns listade i Catalogue of Life.